# Milko Kasanow
Milko Georgiew Kasanow (bulgarisch Милко Георгиев Казанов; * 11. Februar 1970 in Russe) ist ein ehemaliger bulgarischer Kanute.

## Erfolge
Milko Kasanow nahm an vier Olympischen Spielen teil. Bei seinem Olympiadebüt 1992 in Barcelona schied er im Zweier-Kajak über 500 Meter mit Petar Godew in den Hoffnungsläufen vorzeitig aus. Er gehörte außerdem zum bulgarischen Aufgebot im Vierer-Kajak auf der 1000-Meter-Distanz und erreichte mit diesem dank eines fünften Platzes im ersten Halbfinallauf das Finale, in dem die Bulgaren jedoch nicht über den achten Platz hinauskamen. Bei den Olympischen Spielen 1996 in Atlanta trat Kasanow im Zweier-Kajak mit Andrian Duschew in zwei Wettbewerben an. Über 500 Meter belegten sie im Vorlauf zunächst nur den sechsten Platz, gewannen dann aber ihren Hoffnungslauf. Im Halbfinale qualifizierten sie sich als Dritte für den Endlauf, den sie auf dem achten Platz beendeten. Auf der 1000-Meter-Strecke erreichten sie nach dritten Plätzen in den Vor- und Halbfinalläufen ebenfalls das Finale. Nach 3:11,206 Minuten überquerten sie hinter den siegreichen Italienern Antonio Rossi und Daniele Scarpa sowie den Deutschen Kay Bluhm und Torsten Gutsche ein weiteres Mal als Dritte die Ziellinie und sicherten sich so den Gewinn der Bronzemedaille.
Vier Jahre darauf ging Kasanow in Sydney erneut in zwei Wettkämpfen an den Start. Mit Petar Sibinkić wurde er im Zweier-Kajak über 500 Meter im Vorlauf Letzter, die beiden schafften aber nach Rang zwei im ersten Hoffnungslauf noch den Einzug ins Halbfinale. Dieses schlossen sie auf dem zweiten Rang ab und erreichten so den Endlauf, den sie auf Rang acht beendeten. Mit dem Vierer-Kajak gelang ihm über 1000 Meter ebenfalls die Finalqualifikation. Nach 2:59,112 Minuten belegten die Bulgaren im Endlauf Platz fünf. Bei den Olympischen Spielen 2004 in Athen nahm Kasanow nur an einem Wettbewerb teil, als Teil des bulgarischen Vierer-Kajaks. Die Bulgaren qualifizierten sich im Vorlauf direkt für das Finale, in dem sie nach 2:59,622 Minuten als Vierte knapp einen Medaillengewinn verpassten. Die drittplatzierten Deutschen erreichten 0,3 Sekunden vor ihnen die Ziellinie.
In Plowdiw wurde Kasanow bei den Europameisterschaften 1997 im Zweier-Kajak über 1000 Meter mit Andrian Duschew erneut Dritter. Zwei Jahre darauf wurde er in Zagreb im Vierer-Kajak sowohl über 500 Meter als auch über 1000 Meter Vizeeuropameister. Bei den Europameisterschaften 2000 in Posen belegte er im Vierer-Kajak über 1000 Meter ebenso den dritten Platz wie 2002 in Szeged. Ebenfalls 2002 gewann Kasanow bei den Weltmeisterschaften in Sevilla auf der 1000-Meter-Strecke die Bronzemedaille im Vierer-Kajak.